# Emilio Marchesini
Emilio Marchesini (Vasto, 28 giugno 1930 – Roma, 29 gennaio 1992) è stato un attore e doppiatore italiano.

## Biografia
Emilio Marchesini esordì nell'ambito cinematografico e televisivo nella seconda metà degli anni cinquanta in qualità di comprimario; nel corso della sua carriera, la sua attività di attore rimase spesso limitata ad affiancare il/i protagonista/i di turno. Si cimentò anche nel doppiaggio.
Nel 1983 Emilio Marchesini interpretò la parte del "Topo" nello sceneggiato Rai L'amante dell'Orsa Maggiore, da considerarsi tra i suoi ruoli di maggiore rilievo.

## Vita privata
Si sposò con l'attrice e doppiatrice Annarosa Garatti, da cui ebbe una figlia, Antonella, nata nel 1968.

## Filmografia
- I dritti, regia di Mario Amendola (1957)
- Il commissario, regia di Luigi Comencini (1962)
- LSD - Inferno per pochi dollari, regia di Massimo Mida (1967)
- Nell'anno del Signore, regia di Luigi Magni (1969)
- Il gatto a nove code, regia di Dario Argento (1971)
- Ipotesi sulla scomparsa di un fisico atomico, regia di Leandro Castellani film TV (1972)
- Decamerone '300, regia di Renato Savino (1972)
- Come fu che Masuccio Salernitano, fuggendo con le brache in mano, riuscì a conservarlo sano, regia di Silvio Amadio (1972)
- Bisturi - La mafia bianca, regia di Luigi Zampa (1973)
- Il tram, regia di Dario Argento (1973)
- Le cinque giornate, regia di Dario Argento (1973)

## Prosa televisiva Rai
- Giovanna Di Lorena, regia di Mario Ferrero, trasmessa il 16 ottobre 1959.
- Aria paesana, regia di Peppino De Filippo, trasmessa il 4 settembre 1960.
- Ma c'è papà, regia di Peppino De Filippo, trasmessa il 11 settembre 1960.
- La confessione del Capitano Brassbound, regia di Mario Ferrero, trasmessa il 3 settembre 1962.
- La maschera e la grazia, regia di Anton Giulio Majano, trasmessa il 9 agosto 1963.
- Atalia di Jean Racine, regia di Mario Ferrero, trasmessa il 13 maggio 1964.
- L'esperimento, regia di Dante Guardamagna, 1971
- Racconti fantastici, 1979
- Antonio e Cleopatra di William Shakespeare, regia di Roberto Guicciardini, trasmessa il 27 giugno 1979.
- Quell’antico amore di Giansiro Ferrata e Elio Vittorini, miniserie TV in 5 episodi, regia di Anton Giulio Majano, trasmessa dal 13 dicembre 1981 al 10 gennaio 1982.
- L'amante dell'Orsa maggiore, regia di Anton Giulio Majano, trasmessa Aprile-Maggio 1983

## Doppiaggio
- Victor French in La casa nella prateria (st. 1-2)
- Stafford Repp in Batman
- David Prowse in Frankenstein e il mostro dell'inferno
- Paul Smith in Doris Day Show
- George Belanger in Le impronte della vita[2]
- Susumu Kurobe in Magaloman
- Óscar Morelli in Guadalupe
- Ondron e sig. Atsui in L'invincibile robot Trider G7
- Ayab in Falco il super bolide